# Liste der Bischöfe von Grasse
Die folgenden Männer waren Bischöfe von Antibes und Grasse (Frankreich):

## Bischöfe von Antibes
- ca. 400: Heiliger Armantaire
- ca. 473: Valére
- ca. 506–ca. 530: Agrécius
- ca. 540: Eucher
- 549–ca. 570 oder 573: Eusebius
- 573–585: Optat
- 650: Deocarus
- 791: Aribert
- 828: Hildebon
- 930: Aimar
- 987–1022: Bernhard I.
- 1026–ca. 1050: Aldebert I.
- 1056–ca. 1088: Gottfried I.
- 1089–1093: Aldebert II.
- ca. 1100–ca. 1135: Manfroi Grimaldi
- 1140–ca. 1145: Gottfried II.
- 1146–1156: Peter
- 1158–ca. 1165: Raimond I.
- 1166–1177: Bertrand I.
- 1178–1185: Fulko
- 1186–1187: Wilhelm I.
- 1188–ca. 1195: Raimond II. Grimaldi
- 1199: Olivier
- ca. 1208–ca. 1211: Bertrand II.
- 1212–ca. 1215: Guillaume Gausselin de Saint-Marcel
- 1218–1244: Bertrand d’Aix

## Bischöfe von Grasse
- 1245–1251 Raimond III.
- 1251–1256 Pons
- 1258–1277 Wilhelm II.
- 1277?–1281? Guillaume de Vento
- 1281–1286 Pons d’Arcussia
- 1287–1298 Lantelme de Saint-Marcel
- 1298–1299 Guillaume Agarn
- 1299–1343 Gottfried III.
- 1343–1348 Pierre de Béreste
- 1348–1349 Jean Coci (Peyroleri)
- 1349–1374 Amédée
- 1374–1379 Aimar de La Voulte
- 1379–1382 Artaud de Mélan
- 1383–1388 Thomas de Puppio oder de Jarente
- 138900000Milon Provana
- 1389–1392 Jacques Graillier
- 1392–1407 Pierre Bonnet
- 1408–1427 Bernard de Châteauneuf de Paule
- 1427–1447 Antoine de Roumoules
- 1448–1450 Guillaume Guezi
- 1450–1451 Pierre de Forbin (Gorbin)
- 145000000Dominique de Guiza
- 1451–1483 Isnard
- 1483–1505 Jean-André Grimaldi
- 1505–1532 Augustin Grimaldi
- 1532–1533 René du Bellay
- 1534–1536 Benoit Théocréne
- 1537–1548 Augustin Trivulce
- 1551–1565 Jean Vallier
- 1567–1570 Jean Grenon
- 1570–1586 Étienne Déodel
- 1589–1598 Georges de Poissieux
- 1592–1601 Guillaume Le Blanc
- 1604–1624 Étienne Le Maingre de Boucicault
- 1625–1628 Jean de Grasse-Cabris
- 1630–1632 Jean Guérin
- 1632–1636 Scipion de Villeneuve-Thorenc
- 1636–1653 Antoine Godeau
- 1653–1675 Louis de Bernage
- 1675–1681 Louis Aube de Roquemartine (auch Bischof von Saint-Paul-Trois-Châteaux)
- 1682–1683 Antoine Le Comte
- 1684–1710 François Verjus
- 168500000Jean-Balthazar de Cabanes de Viens
- 1711–1726 Joseph de Mesgrigny
- 1726–1752 Charles-Octavien d’Anthelmy
- 1752–1797 François d’Estienne de Saint-Jean de Prunières